# Al-A'raf

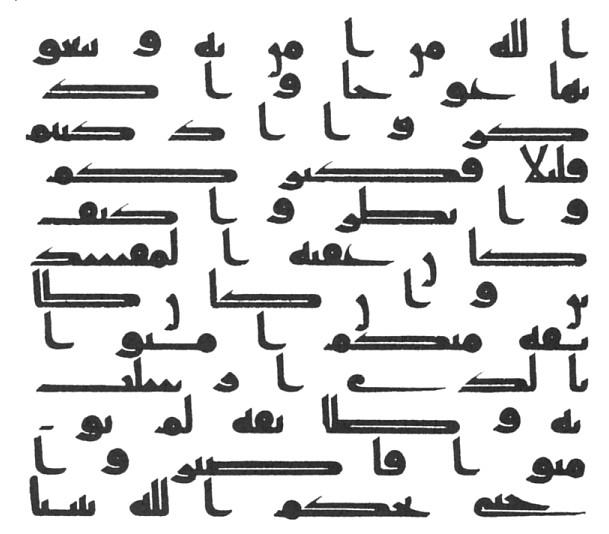
Al-A'râf, ayat 86–87 från 600-talet skriven i arabisk kalligrafi i kufisk skrift.

Al-A'râf (arabiska: سورة الأعراف, Sūratu al-A'rāf, "urskillning") är den sjunde suran i Koranen med 206 verser (ayah). Den skall ha uppenbarats för profeten Muhammed i staden Mekka.
Suran hänvisar till konceptet om Aʿrâf, ett gränsland mellan himmel och helvete, där de som befinner sig har både goda och onda gärningar som är jämnt fördelade. Aʿrâf är det gränsland som separerar paradiset från helvetets eld. På Domedagen kommer massorna närma sig Aʿrâf, ovetandes om de är ämnade att hamna i paradiset eller i helvetet.